# CRH380 B
El CRH380-B es uno de los trenes de alta velocidad chinos en servicio actualmente. Fueron diseñados por Siemens y construidos en China por CNR, ahora CRRC Corporation. Poseía para el año 2014 el tercer puesto en velocidad de rodaje máxima obtenida, alcanzando los 487,3 kilómetros (303 mi)/h, detrás del récord de sus similares europeos TGV Duplex y del TGV Atlantique; todos modificados.

## Historia
En marzo de 2009 el Ministerio de Ferrocarriles de la China adjudicó un contrato a la sociedad conjunta CNR/Siemens para la construcción de 100 trenes de 8 y 16 coches para ser entregados a partir de octubre de 2010. 
Los trenes fueron fabricados por las filiales de la CNR en China, utilizando tecnología provista por el sistema Velaro de Siemens. En este contrato, Siemens actúa como un proveedor de componentes, participando con sólo el 18% del material de construcción para la producción de las locomotoras y vagones. Desde el 13 de enero de 2011 realiza los servicios Shanghái-Hangzhou y Shanghái-Nanjing.
Debido a un accidente los 54 trenes (BL) fueron retirados a mediados de 2011, debido a problemas operativos en la línea de alta velocidad Pekín-Shanghái. En diciembre de 2011, los trenes retirados volvieron al servicio.

## Características
La velocidad máxima homologada para estas unidades es de 380 km/h, aunque es capaz de alcanzar velocidades aún mayores. Estos trenes han sido designados como CRH380B (8 coches) y CRH380BL (16 coches) en septiembre de 2010. 